# Speocropia leucosticta
Speocropia leucosticta là một loài bướm đêm trong họ Noctuidae.